# Familienkölsch
Als Familienkölsch bezeichnet man gelegentlich eine Variante der deutschen Sprache aus dem Rheinland, die dem Ripuarischen nahestehend klingt. Sie orientiert sich weitgehend am Hochdeutschen, das lediglich mit einigen umgangssprachlichen oder dialektnahen Wörtern angereichert, jedoch mit auffällig rheinischer Lautung gesprochen wird. Auch grammatische Konstrukte der rheinischen Umgangssprache oder des genannten Dialekts werden manchmal benutzt. Das Verbreitungsgebiet des Familienkölschen hat eine größere gemeinsame Fläche mit dem Landkölschen als mit dem Kölschen.

## Herkunft und Wortbildung
Der Begriff hat mit dem kölschen Dialekt nur indirekt zu tun. Vielmehr handelt es sich um einen, zunächst scherzhaft gemeinten, Euphemismus.
In den Familien des Rheinlandes war mit dem Vordringen der bürgerlichen Bildung im 19. und 20. Jahrhundert der Dialekt als Alltagssprache auf dem Rückmarsch. Das damalige Standard-Hochdeutsche, als Funktional- oder Vehikularsprache in der Schule und Ausbildung sowie der Obrigkeit des preußischen Staats und des deutschen Reichs, machte ihm zunehmend Konkurrenz.
Insbesondere wurden in den Familien die Kinder oft zum Hochdeutschsprechen angehalten, um ihnen so bessere Chancen in Ausbildung und Beruf zu ermöglichen. Die Älteren, denen es nicht gelang, die hochdeutsche Lautung zu erlernen, deren hochsprachlicher Wortschatz oft auch nicht besonders umfangreich war, sprachen notgedrungen mit einem starken Akzent.
Dafür fanden spitze Zungen die Bezeichnung „Familienkölsch“, als diese Art des Hochdeutschsprechens zunehmend in der Öffentlichkeit zu vernehmen war.
„Kölsch“ bezeichnet hier stellvertretend alle ripuarischen Dialekte. Das Wort „ripuarisch“ ist ein fachsprachliches und wäre in der Öffentlichkeit wohl nicht verstanden worden. Keine der drei großen Dialektgruppen im Rheinland, die Moselfränkische im Süden, die Ripuarische um Köln und die nördlich anschließenden Niederfränkische ist der Bevölkerung besonders geläufig, Dialekte werden üblicherweise nur über Ortsnamen unterschieden, wie „Hommersch Platt“, „Hürther Platt“ oder „Eschweiler Platt“ usw.
Der Terminus wurde auch von Sprachwissenschaftlern und Wörterbuchautoren aufgenommen.

## Einordnung
Familienkölsch kann als eine spezielle Varietät eines rheinischen Regiolekts gesehen werden. Im Gegensatz zu den vielen, vergleichsweise uneinheitlichen Ausprägungen des Regiolekts, die sich durch unterschiedliche Nähe und Ferne zur Hochsprache einerseits, jedoch zugleich nach der Stärke der Anlehnung an den einen oder andern der vielen Dialekte andererseits unterscheiden, bezieht es seine Intonation und viele seiner lexischen Erweiterungen aus dem ripuarischen Sprachraum. Unterschiedlichkeiten innerhalb des ripuarischen Substrats bleiben in dieser Sprechweise zum Teil weiter erkennbar. 
Als Zwischenstufe zwischen einem lokal vorhandenen Dialekt und einer der überregionalen Verständigung dienenden Hochsprache hat es Ähnlichkeit mit dem sogenannten Honoratiorenschwäbisch und dem in Norddeutschland, vor allem Hamburg, verbreiteten Missingsch. Anders als letzteres ist es jedoch trotz einzelner Publikationen (siehe unten) keine Schriftsprache.

## Verwendung
Charakteristisch für das „Familienkölsch“ ist, dass es von Sprechern benutzt wird, die nicht Dialekt sprechen wollen, sei es, um soziale Nachteile zu vermeiden (Linguizismus), sei es, weil sie sich mit Menschen verständigen müssen, die den Dialekt nicht verstehen würden oder sie sich einfach in einem hochdeutsch geprägten sprachlichen Umfeld bewegen.
In seinen Anfängen war es Sprechweise derer, die ihre Herkunft aus dem Dialektumfeld nicht verleugnen konnten, spätestens im 20. Jahrhundert aber auch bewusst gewählt, und eine mit Absicht eingesetzte Form der Selbstdarstellung in der Öffentlichkeit.
Auf der Bühne, in der Literatur und in Filmen taucht das „Familienkölsch“ immer wieder auf, sowohl im Umfeld der (unfreiwilligen) Komik, wie auch ohne diese. In der Zeit von 1873 bis 1888 trat der Kölner Karnevalist Maria Heinrich Hoster in der Rolle des Delikatessenhändlers Herrn Anton Meise („Tillekatessenhändler Här Antun Meis“) auf, dessen „Erlebnisse“ er auch in Buchform veröffentlichte. In dem 1931 gedrehten Film M – Eine Stadt sucht einen Mörder wird es gesprochen von einigen Vertretern der Unterwelt, die am Ort der Handlung wohl zugewandert sind.
In der Verfilmung der Feuerzangenbowle unter Heinz Rühmann spricht der „Schnauz“ genannte Gymnasialprofessor stark ripuarisch gefärbtes Deutsch. Nach dem Zweiten Weltkrieg wurde Willy Millowitsch in zahlreichen Filmen, häufig auch in Nebenrollen, als Figur mit „rheinischem Akzent“ engagiert. Im aktuellen Unterhaltungsprogramm der Fernsehsender Sat.1, RTL und Pro 7 sind eine Anzahl Spaßmacher mit dieser Sprechweise aktiv, in Sendungen des WDR Köln taucht sie regelmäßig auf, mit den Anrheinern auch in einer wöchentlichen Seifenoper.

## Eigenschaften
Die Wortwahl entspricht in der Regel weitgehend dem Standarddeutschen, das lediglich mit einigen wenigen Wörtern aus der dem Dialekt oder eher der diesem etwas näher stehenden Rheinischen Regiolekt angereichert wird. Das geschieht situationsabhängig da, wo dem Sprecher keine hinreichend treffenden Ausdrücke der Standardsprache zur Verfügung stehen oder gelegentlich, um eine familiäre Ansprache zu erzeugen usw.
Vermieden werden in der Regel von der Grammatik des Standarddeutschen erheblich abweichende syntaktische Formen wie die rheinischen Verlaufsformen oder „für … zu“ anstelle von „um“, „um … zu“, „weil“ und Ähnliches.
Trotz einer meist hochsprachlichen Wortwahl und des ebensolchen Satzbaues wird aber eine deutlich ripuarisch geprägte Intonation benutzt. Das betrifft sowohl die Satzmelodien als auch die Vokallängen, Betonungen innerhalb von Wörtern und einige andere Eigenschaften, insbesondere die Aussprache bestimmter Konsonanten.
Höchst selten wird der vom Hochdeutschen stark abweichende Vokalismus des Ripuarischen erkennbar, während geringe Abweichungen fast immer realisiert, also gesprochen, werden.
Der rheinische Rhotazismus (Wagen > Waren) und die verschiedenen Jotierungen (gern > järn; wiegen > wiejen; morgen > morrjen) der westmitteldeutschen Sprachen, die sogenannte Auslaut-R-Verhärtung (dort > docht; Kirsche > Kichsche mit Dach-„ch“) sowie eine relativ gleichmäßige Verschiebung von „sch“ und ich-„ch“ auf entweder „sch“ oder ein dunkles ich-„ch“, je nach Herkunft und dialektalem Hintergrund des Sprechers, sind typische Aussprachephänomene. Dazu kommen verschobene Betonungen innerhalb drei- und mehrsibliger Wörter (Hauptbahnhof >Haupbaanhoff, Volkshochschule > Volkshochschuule) und die für die ripuarischen Sprachen typischen Längungen einiger Konsonanten und Vokale. Besonders auffällig für Nicht-Rheinländer sind die für die limburgischen und ripuarischen Sprachen charakteristischen Tonakzente, die außerhalb des Rheinlands völlig unbekannt und für Ungeübte auch schwer nachzuahmen sind.

## Beispiele, Vergleich zum Hochdeutschen
Da es vor allem auf Betonung, Intonation und Aussprache ankommt, ist es schwierig, Familienkölsch zu notieren, weshalb es meist in einer auf der deutschen Rechtschreibung basierenden, „lautgerechten“ Weise festgehalten wird, die naturgemäß nur eine Annäherung sein kann.
- „Isch will das Weihnachzfäßt mit der Famillje vobringen, habb-isch jesacht.“

Ich will das Weihnachtsfest mit der Familie verbringen, habe ich gesagt.
- „Jetz sein-se mal nisch janz so pingelisch hier.“

Bitte seien Sie weniger penibel hier(mit).
- „Nehmen se de Menschen wie se sind. Andere jibet nisch.“

Bitte nehmen Sie die Menschen so an, wie sie nun einmal sind. Es gibt keine anderen.
- „Das-hier issen Dammfmaschien.“ [13]

Das hier ist eine Dampfmaschine.
- „Darw-isch mal fochtfaaren, wer wolln doch übber den Schpocht reeden.“

Darf ich fortfahren? Wir wollen doch über den Sport reden.
- „Also was der Zeuje da jesacht hatt, das is doch de Unwa-heit! Da kam-mer doch dran fühlen, dass dä dammit fü-sisch was raußschlaren will! Das soll imm abber nisch jelingen!“

Was der Zeuge ausgesagt hat, ist jedoch die Unwahrheit gewesen. Ganz offensichtlich kann man erkennen, dass er sich damit einen Vorteil verschaffen möchte. Das möge ihm aber misslingen.
Vor allem das letzte Beispiel erlaubt mehrere standardsprachliche Umsetzungen. Statt „misslingen“ etwa kann auch dort „nicht gelingen“ gesagt werden. Während man beim Schreiben oft der kürzeren und prägnanten Form den Vorzug gibt, ist das beim gesprochenen Standarddeutschen seltener. Ähnliches gilt bei der idiomatischen Redewendung „daran kann man (doch) fühlen“, die es nur im zentralen Rheinland gibt, und die einer spezifischen Betonung bedarf. Ein Familienkölschsprecher wählt diese, da sie aus seiner Sicht viel klarer das Gemeinte wiedergibt, als jedes hochsprachliche Äquivalent, das ihm einfällt. Er mag erwarten, so besser verstanden zu werden. Es könnte sein, dass er sich im Redefluss nicht die Zeit nimmt, nach einem hochdeutschen Konstrukt zu suchen; und so weiter. Wo Satzbau und Wortwahl deutlich vom Hochdeutschen abweichen, treffen meist mehrere derartige Gründe zu. Dass bei emotionalen Themen und emotioneller Sprechweise häufiger dialektnahe oder dialektale Ausdrucksweisen zu hören sind, als bei Sachthemen und sachlichem Sprechen, scheint das verbreitete Vorurteil zu bestätigen, der Dialekt sei fürs Gefühl, die Hochsprache für den Verstand. Das ist aber tatsächlich mehr eine Folge dessen, wie die jeweiligen Sprachformen erlernt werden.

## Bekannte Sprecher
In der Öffentlichkeit bekannte „Familienkölsch“-Sprecher sind der frühere Kölner Oberbürgermeister und spätere deutsche Bundeskanzler Konrad Adenauer, in vielen seiner Film- und Theaterrollen der Schauspieler Willy Millowitsch, seine Bühnenpartnerin Elsa Scholten, seine Schwester, die Volksschauspielerin Lucy Millowitsch, der frühere Kölner Regierungspräsident Antwerpes, der Leverkusener Fußballmanager Reiner Calmund oder der Koch Horst Lichter. In der WDR-Serie Die Fussbroichs hört man authentisches Familienkölsch, wie es in Köln-Buchheim gesprochen wird.

## Verwandte Bezeichnungen
Nur mit Bezug auf Konrad Adenauer benutzten die Journalisten Karl-Heinz Wocker und Claus Heinrich Meyer in einigen Veröffentlichungen des Jahres 1963 im Rundfunk und auf Schallplatten die Bezeichnung „Kanzlerrheinisch“.
Häufiger hört man solche wenig genauen Konstrukte, wie „Hochdeutsch mit Knubbeln“, „Kölsch mit Knubbeln“ („Knubbel“ könnte man hier vielleicht mit „Beulen“ gleichsetzen) oder „Normales Deutsch, kein Hochdeutsch“